# Чингиз Айтматов
Чингѝз Тореку̀лович Айтма̀тов е изтъкнат белетрист, който от 50-те години на 20-и век пише както на руски, така и на киргизки език разкази, повести, романи, сценарии.
На български са превеждани негови произведения като романа „Голгота“ – развихрил огромни литературни полемики, „Клеймото на Касандра“, „Белият параход“, „Джамиля“, „Сбогом, Гюлсаръ!“, „Тополчице моя, с червена забрадка“, „Денят по-дълъг е от век...“ – обявен за бестселър, повестите „Ранни жерави“, „Синеоката вълчица“ и други.
Член на Академията на науките на Киргизката ССР. Няколко мандата е народен депутат във Върховния съвет на СССР от Киргизката ССР.
От 1990 до 1994 г. е посланик на СССР (после на Русия) в Люксембург, след това – на Киргизия в Русия, а в последните години на своя живот на Киргизстан в Бенелюкс.
Лауреат на Държавната премия на СССР. Почетен гражданин е на Бишкек.